# Орден «Трудовая слава» (ПМР)
Орден «Трудовая слава» — одна из государственных наград Приднестровской Молдавской Республики. Учреждён Указом № 33 Президента ПМР от 4 февраля 2000 года.

## Описание
Орден учреждён для награждения за высокие трудовые достижения в производстве, научно-исследовательской, государственной, социально-культурной, спортивной и иной деятельности на благо общества, а также за проявление гражданской доблести и славы. Орденом могут награждаться как граждане ПМР, так и предприятия, организации, учреждения. Орден «Трудовая слава» носится на левой стороне груди и при наличии других орденов ПМР должен располагаться после орденов «Орден Республики», «За личное мужество» и «Орден Почёта».

## Кавалеры
См.: Категория:Кавалеры ордена «Трудовая слава» (ПМР)
- Шевчук, Евгений Васильевич — 2-й Президент Приднестровской Молдавской Республики
- Степанов, Пётр Петрович — Председатель Правительства Приднестровской Молдавской Республики
- Королёв, Александр Иванович — вице-президент ПМР.[2]
- Беляев, Владимир Михайлович — министр информации и телекоммуникации ПМР.[3]
- Приднестровский государственный ансамбль танца и народной музыки «Виорика» — в марте 2011 года.[4]
- ЗАО АКБ «Ипотечный» — за активную деятельность в становлении и развитии банковской системы ПМР.[5]
- Ястребчак, Владимир Валерьевич — 2-й Министр иностранных дел Приднестровской Молдавской Республики[6]
- Парнас, Майя Ивановна — Заместитель Председателя Правительства Приднестровской Молдавской Республики, 4-й Министр экономического развития Приднестровской Молдавской Республики
- Монул, Сергей Николаевич — 8-й Министр внутренних дел Приднестровской Молдавской Республики
- Мосейко, Григорий Алексеевич — художественный руководитель и дирижёр Государственного симфонического оркестра Приднестровьe
- Шевченко,Нина Василевна — врач терапевт
- Шеленкова, Людмила Илларионовна — первый заместитель главы госадминистрации Бендер по экономическим вопросам
- Давиденко, Виктор Григорьевич - инженер-конструктор ООО «ВВБ Инжиниринг» г. Тирасполь[7]
- Кучеренко, Константин Константинович - основатель и руководитель (1993-2013 гг.) Бендерского троллейбусного управления

- Шевченко Алла Сергеевна- заместитель главного врача ГУ Центр Матери и Ребёнка г.Бендеры